# ZTE (vállalat)
A ZTE Corporation kínai távközlési berendezésekkel és rendszerekkel foglalkozó multinacionális vállalat, Kína második legnagyobb távközlési cége a Huawei után.
Központja Sencsen, egy 10 milliós dél-kínai nagyváros.
A ZTE a világ ötödik legnagyobb mobiltelefonokat gyártó cége, és a világ 2011-es mobil eladási listáján a negyedik.
Fő termékei vezeték nélküli és optikai átviteltechnikai eszközök és távközlési szoftverek, fő ügyfelei pedig telekommunikációs cégek, mint például a kanadai Telus, az angliai Vodafone, a spanyol Telefonica, a France Telecom, és az ausztrál Telstra.

## Alapítása
A nyolcvanas években államilag támogatott űrkutatási program eredményeképpen létrejött egy hi-tech cégcsoport.
Ezen belül alapították meg 1985-ben a Zhongxing Telecommunication Equipment Corporationt, amelynek mai, rövidített neve a ZTE. 1997 óta jegyzik a céget a kínai tőzsdén, 2004 óta pedig Hongkong tőzsdéjén is. Azóta folyamatosan terjeszkedik, több kontinensen hoztak létre kutató-fejlesztő központokat, valamint kezdték meg a gyártást. Jelenleg ausztrál, német, amerikai és hongkongi leányvállalatai vannak, valamint észak- és dél-amerikai, európai, afrikai kereskedelmi központjaik és oroszországi irodájuk. A ZTE Hungary Kft. már száznál több szakembert foglalkoztat Magyarországon, és további fejlesztéseket terveznek Európa-szerte.

## A ZTE legsikeresebb telefonjai
ZTE Axon 7, ZTE Axon 7 Mini, ZTE Axon 10

## Eladások
A ZTE 2008-ban már 140 országban forgalmazta termékeit. 2009-re pedig a GSM távközlési berendezések harmadik legnagyobb forgalmazója lett.
A 3GPP Long Term Evolution (LTE) vezeték nélküli technológiák szabványainak 7%-át birtokolja.
A ZTE 2010-es forgalma meghaladta a 7 milliárd dollárt, ami ugyan harmada a Huawei eredményének, de okostelefonok területén a bevétel különbsége már nem ilyen jelentős, hiszen mindkét cég legjelentősebb bevétele a hálózati eszközök értékesítéséből adódik.

## Problémák

### Biztonsági kockázatok
Legalább egy ZTE mobiltelefonhoz (ZTE Score, amit a Cricket és a MetroPCS árul az Egyesült Államokban) bárki hozzá tud férni távolról egy könnyen megszerezhető jelszóval. 2012-ben politikusok az Egyesült Államokban más biztonsági kockázatokra is felhívták a figyelmet a ZTE-vel és egy másik kínai gyártóval, a Huawei-vel szemben.

### Szankciók megszegése
2017 márciusában az Amerikai Egyesült Államok Kereskedelmi Minisztériuma 1,19 milliárd dollár büntetés fizetésére kötelezte, mivel a cég megszegte az Észak-Korea és Irán ellen irányuló szankciókat azzal, hogy amerikai technológiát exportált ezekbe az országokba 2010 és 2016 között. Ez a valaha volt legnagyobb amerikai büntetés, amit exportkontroll megszegése miatt szabtak ki.